# Laurent Mekies
Laurent Mekies (Tours, 28 de abril de 1977) é um engenheiro francês que atualmente ocupa os cargos de diretor-executivo e de chefe da equipe de Fórmula 1 da Red Bull Racing.

## Carreira
Mekies se formou em engenharia mecânica pela École Supérieure des Techniques Aéronautiques et de Construction Automobile (ESTACA) em Paris, passando seu último ano na Universidade de Loughborough, no Reino Unido.
Em 2000, ele começou sua carreira na Fórmula 3 com a Asiatech antes de entrar na Fórmula 1, trabalhando para a Arrows em 2001. Ele mudou para a Minardi no ano seguinte como engenheiro de corrida. Quando a equipe foi adquirida pela fabricante austríaca de bebidas energéticas Red Bull no final de 2005 e renomeada para Scuderia Toro Rosso, Mekies foi promovido a engenheiro-chefe da equipe, ficando responsável por todas as operações na pista, desde a construção do carro na fábrica até a equipe de corrida na pista. Posteriormente, ele se tornou chefe de desempenho de veículos, gerenciando seis departamentos que trabalhavam essencialmente no desempenho de carros.
Mekies deixou a equipe baseada em Faença para ingressar na Federação Internacional de Automobilismo (FIA) em 2014, como diretor de segurança, ficando responsável por todos os assuntos médicos e de segurança da Federação em todos os seus campeonatos. No início de 2017, ele foi nomeado vice-diretor de corrida da Fórmula 1, além de suas funções existentes, trabalhando ao lado de Charlie Whiting. Ele se mudou para a Scuderia Ferrari, em setembro de 2018, como diretor esportivo. Em 2019, quando Mattia Binotto se tornou o chefe de equipe, Mekies também assumiu a função de chefe da área de atletismo e desempenho, além de suas responsabilidades existentes. Em 2020, ele assumiu a função de diretor esportivo e chefe da área de atletismo.
Em 26 de abril de 2023, foi anunciado que Franz Tost deixaria o cargo de chefe de equipe da AlphaTauri (antiga Toro Rosso) no final da temporada de 2023 e, que ele seria substituído na equipe — que foi renomeada para Racing Bulls — por Mekies, que assumiu o cargo em 2024. Em 27 de julho de 2023, a Ferrari confirmou a saída de Mekies no início do mês seguinte e anunciou Diego Ioverno como seu novo diretor esportivo.
No dia 9 de julho de 2025, foi anunciada a saída imediata de Christian Horner dos cargos de diretor-executivo e de chefe da equipe de Formúla 1 Red Bull Racing, com ele sendo substituído por Mekies. A chefia da Racing Bulls passou então para Alan Permane.